# علی‌رضا ریاحی
علی‌رضا ریاحی سیاست‌مدار ایرانی بود، که در  دوره بیست و یکم  بعنوان نماینده برخوار و در  دوره بیست و دوم  بعنوان نماینده شهرکرد در مجلس شورای ملی حضور داشت.